# Geschützter Landschaftsbestandteil Feldgehölz (Bödefeld)

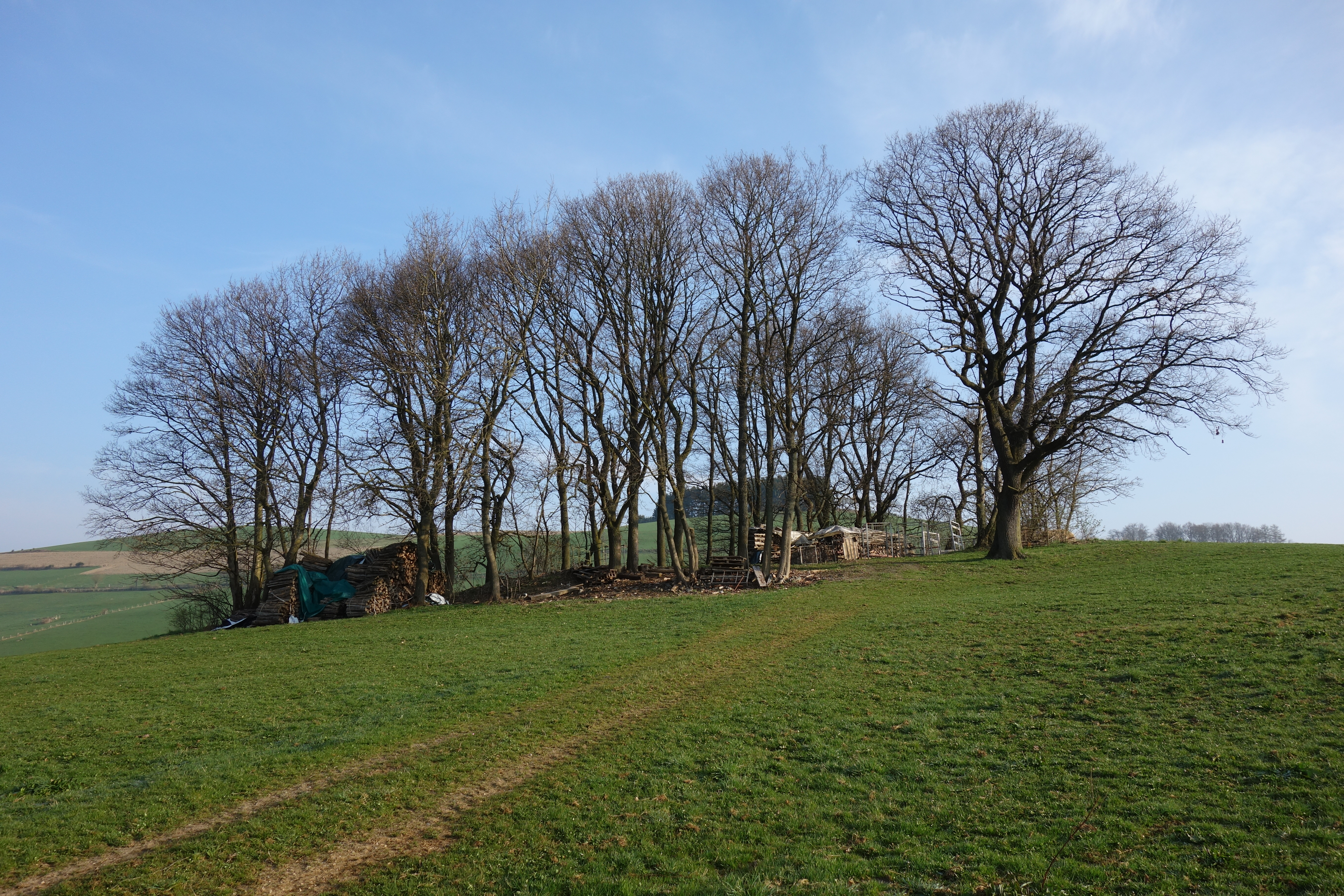
Geschützte Landschaftsbestandteil Feldgehölz östlich von Bödefeld

Der Geschützte Landschaftsbestandteil Feldgehölz mit einer Größe von 0,2 ha liegt östlich von Bödefeld im Stadtgebiet von Schmallenberg. Das Gebiet wurde 1993 mit dem Landschaftsplan Schmallenberg Südost durch den Kreistag vom Hochsauerlandkreis als Geschützter Landschaftsbestandteil (LB) ausgewiesen.

## Gebietsbeschreibung
Der Geschützte Landschaftsbestandteil Feldgehölz ist ein Gehölz überwiegend aus Stieleichen auf einer kleinen Bergkuppe. Der LB ist umgeben von intensiv genutzten Grünland im Landschaftsschutzgebiet Bödefelder Mulde. 

## Schutzzweck
Schutzobjekt, welches sich laut Landschaftsplan in seinem eigenständigen Charakter deutlich von der sie umgebenden Wald- und Feldlandschaft unterscheidet.

## Auflagen
Es ist verboten, nicht einheimische Baumarten anzupflanzen. Mit dem Landschaftsplan wurde das Gebot erlassen: vorhandener Unrat ist zu entfernen, und zukünftige Ablagerungen sind wirksam – z. B. durch eine dauerhafte Umzäunung der Parzelle – zu unterbinden.